# IC 2671
IC 2671 је појединачна звијезда у сазвјежђу Лав која се налази на листи објеката дубоког неба у Индекс каталогу.
Деклинација објекта је + 13° 7' 28" а ректасцензија 11h 16m 3,5s.